# Nusrat Fateh Ali Khan
Pour les articles homonymes, voir Khan (homonymie).
 (octobre 2020).
Nuṣrat Fateḥ ′Ali Khān (ourdou et pendjabi :  نصرت فتح علی خان), né le 13 octobre 1948 à Lyallpur (aujourd’hui Faisalabad), dans le Pendjab pakistanais, et mort le 16 août 1997 à Londres, est un musicien pakistanais, maître de qawwalî, un style musical soufi.

## Biographie

### Famille et formation
Sa famille de musiciens — vieille d’une tradition de près de sept cents ans — d’origine indienne s’est installée, un an avant sa naissance, dans l’État récemment créé du Pakistan (en 1947, à l’issue de la partition du Cachemire avec l’Inde). Le père de Nusrat, musicologue, musicien et chanteur renommé, mais patriarche distant, se consacrant exclusivement à la musique, ne croit pas aux capacités vocales de son fils et le destine à une carrière de médecin ou d’ingénieur. Mais Nusrat Fateh Ali Khan continue à étudier les bases de l'art vocal et musical avec son père qui les lui enseigne à contre-cœur.
Il expliquera plus tard que sa vocation lui apparaît lors d'un rêve Allah l’appelle à son destin.[réf. nécessaire] Son père décède en 1964 ; Nusrat n'a que seize ans quand il donne sa première prestation publique, à l’occasion d’une cérémonie funéraire en l’honneur de son père, au terme du délai rituel de quarante jours après le décès. La suite de son éducation musicale est alors assurée par son oncle Mubarak Ali Khan, Nusrat étant devenu le garant de la tradition qawwalî. Dès l’année suivante, il se produit dans un festival de musique organisé par la radio nationale du Pakistan (Jashn-e-Baharan). Il chante sur scène avec ses oncles Mubarak Ali Khan et Salamat Ali Khan, jusqu'en 1971, date du décès de son oncle Mubarak Ali Khan. Il dira plus tard : « Mes deux oncles ont ensuite été mes pères spirituels. L'un m'a appris à me tenir en scène, à diriger un groupe de qawwal. Il me disait : "Ne pense pas que tu joues devant le public, pense que le public te regarde." ».

### Renommée au Pakistan et en Inde
Ses premiers enregistrements, dans son pays d’origine, datent de 1973 et ont été réalisés après qu'il a remplacé son oncle à la tête du groupe alors renommé Nusrat Fateh Ali Khan, Mujahid Mubarak Ali Khan & Party. Nusrat sillonne alors le pays : il fédère un large public grâce à son utilisation spontanée de plusieurs idiomes (du pendjabi à l’ourdou, en passant par le persan, le braj bhasha, et le hindi) dans ces chants jusqu'ici réservés aux élites.
Nusrat se voit alors décerner les titres honorifiques d’ustad (« maître ») et de shahinshah (« empereur » du qawwalî). Il mêle avec créativité sa voix puissante, expressive et pouvant monter très haut dans l’aigu, avec le tabla, de l'harmonium, et les chœurs. La dimension mystique de son chant rythmé par les claquements de mains n'est pas à omettre, car le qawwalî est avant tout un chant de ferveur soufi, marque de dévotion enfiévrée. Il sort une première cassette en 1976, à la Rehmat Gramophone, une des plus importantes compagnies discographiques du Pakistan. Puis il conquiert l'Inde en 1979, lorsqu'il se produit à la cérémonie de mariage du fils de l’idole du cinéma indien Raj Kapoor, pendant deux heures et demie d'affilée, devant les stars de Bollywood.

### Vers l'Occident
Au début des années 1980, Nusrat Fateh Ali Khan se fait connaître en Occident d'abord auprès de la diaspora indo-pakistanaise en Angleterre, Suède, Norvège, Danemark. Le label Oriental Star Agencies de Birmingham le fait enregistrer de nombreuses cassettes et CD. Mais à partir de 1985, il se fait aussi connaître auprès d'un public international : il donne une série de concerts au Théâtre de la Ville, à Paris ; et il se produit au festival WOMAD à Mersea Island en Angleterre également en 1985.
En 1985 et 1988, il enregistre au Théâtre de la Ville En  concert à Paris un ensemble de cinq albums, édités en 1989 par le label Ocora. De plus, en 1989, Nusrat se lie d’une profonde amitié avec Peter Gabriel[réf. nécessaire] qui produit sept de ses albums et lui fait enregistrer quelques disques sur son label récemment créé, Real World, ce qui lui ouvre les portes du marché américain et britannique. Les albums Shahen-Shah et Mustt Mustt (ce dernier remixé par Massive Attack) connaissent un succès mondial[réf. nécessaire], et ces enregistrements démontrent amplement l’esprit d’ouverture de l’artiste.
De multiples rencontres aident également à accroître sa renommée : après avoir, en 1995, collaboré avec Eddie Vedder pour une chanson de la bande originale du film de Tim Robbins La Dernière Marche (Dead Man Walking en version originale, portrait d’une religieuse militant en faveur de l’abolition de la peine de mort), il travaille aux côtés du compositeur canadien Michael Brook (Night Song, 1996) et offre à Bollywood l’un de ses plus importants succès, grâce à la chanson du film Dhadkan (2000). En ce qui concerne le film Tueurs nés d’Oliver Stone, Nusrat affirme a posteriori que sa musique a été utilisée sans son autorisation pour une scène très violente, ce qui l'a choqué.

### Décès et postérité

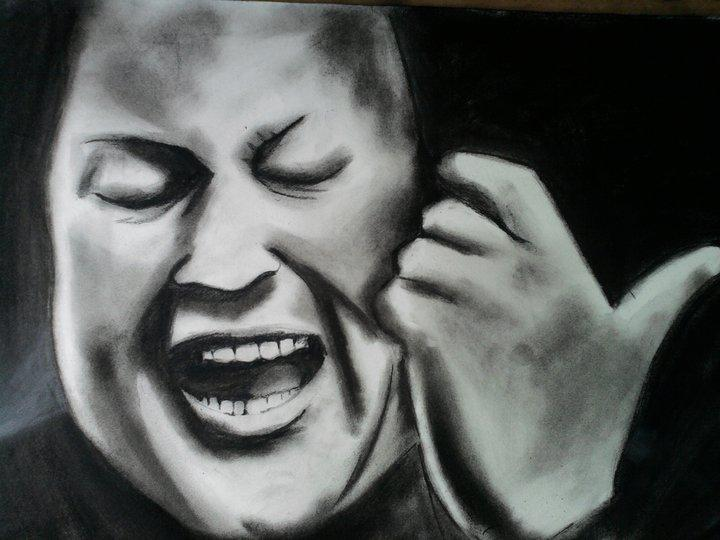
Nusrat Fateh Ali Khan.

Nusrat Fateh Ali Khan est mort à 48 ans d’un arrêt cardiaque le samedi 16 août 1997, à l’hôpital Cromwell, South Kensington, Londres, des suites de troubles liés à son obésité, d’une insuffisance rénale et d’un dysfonctionnement du foie. Ses obsèques, suivies par des milliers de personnes, se sont déroulées à Faisalabad, au Pakistan, sa terre natale.
Son neveu et disciple Rahat Nusrat Fateh Ali Khan, est aujourd'hui également un chanteur de Qawwalî connu mondialement.

## Discographie
- 1989 : Shahen-Shah[10] (Real World Records)
- 1990 : Mustt Mustt (réf. CDRW15, Real World Records)
- 1991 : Shahbaaz (réf. CDRW16, Real World Records)
- 1992 : Love and Devotion - Nusrat Fateh Ali Khan & Party[11]
- 1994 : Pakistan : Vocal Art of Sufis, Vol.1 & 2
- 1996 : Night Song - Nusrat Fateh Ali Khan & Michael Brook
- 1997 : Rapture[12]
- 1997 : Missives From Allah[13]
- 1998 : Star Rise : Remixes - Nusrat Fateh Ali Khan & Michael Brook
- 2000 : Opus[12]
- 2002 : Body and Soul
- 2003 : Back to Quawwali
- 2004 : Must Must / Last Prophet
- 2007 : Dub Qawwali - Gaudi & Nusrat Fateh Ali Khan (Six Degrees Records (en))
- 2024 : Chain of Light (Album posthume enregistré originellement en 1990 aux Real World Studios)

## Filmographie
- 1994 : Bande Originale du film Tueurs nés d'Oliver Stone : chansons 12 et 25
- 1994 : Bande Originale du film La Reine des bandits de Shekhar Kapur, d’après la vie de Phoolan Devi
- 1995 : Bande Originale du film La Dernière Marche de Tim Robbins : chansons Dead Man et The Face of Love (avec Eddie Vedder)
- 1997 : Bande Originale du film Aur Pyaar Ho Gaya (And Love Happened)
- 1999 : Bande Originale du film Kachche Dhaage
- 1999 : Bande Originale du film Kartoos

## Sources et bibliographie

### Ouvrage
- Pierre-Alain Baud, Nusrat Fateh Ali Khan : le messager du qawwali, Plogastel-Saint-Germain, Éditions Demi-Lune, 2008, 128 p. (ISBN 978-2-917-11203-8)

### Articles
- Éliane Azoulay, « Khan Nusrat Fateh Ali (1948-1997) », sur universalis.fr (consulté le 12 août 2020)
- Pierre-Alain Baud, « Nusrat Fateh Ali Khan. Le qawwali au risque de la modernité », Cahiers d’ethnomusicologie | 9,‎ 1996, p. 259-274 (lire en ligne)
- (en) Virginia Gorlinski, « Nusrat Fateh Ali Khan. Pakistani singer », sur britannica.com, 2020 (consulté le 12 août 2020)
- (en) Hiromi Lorraine Sakata, « The Sacred and the Profane: "Qawwālī" Represented in the Performances of Nusrat Fateh Ali Khan », The World of Music, vol. 36, no 3,‎ 1994, p. 86-99 (lire en ligne, consulté le 12 août 2020)